# Adam Radoń
Adam Radoń ps. Mamut (ur. 8 lipca 1971 w Brodnicy) – grafik, działacz kulturalny, dyrektor Międzynarodowego Festiwalu Komiksu i Gier w Łodzi, prezes Stowarzyszenia Twórców „Contur” oraz kierownik Centrum Komiksu i Narracji Interaktywnej EC1 w Łodzi.

## Życiorys
Adam Radoń urodził się w Brodnicy, a od 12 roku życia związany jest Łodzią. Jest absolwentem Państwowego Liceum Sztuk Plastycznych i wydziału grafiki Akademii Sztuk Pięknych w Łodzi. Jako grafik podejmował współpracę z Telewizją Polską, Bankiem Ochrony Środowiska, a także z agencjami reklamowymi, koncernami muzycznymi. Od 1991 jest organizatorem festiwalów komiksu w Łodzi. Jest także producentem i współproducentem koncertów, wystaw i wydarzeń. Organizował m.in. Paradę Wolności w Łodzi z New Alcatraz Mega Party Organization, zakazaną przez prezydenta Łodzi Jerzego Kropiwnickiego.
W 2009 wyprodukował pierwszy na świecie plenerowy pokaz filmu z orkiestrą symfoniczną i chórem, grającymi muzykę na żywo do filmu 2001: Odyseja kosmiczna. W 2006 zorganizował wystawę komiksu polskiego w Brukseli. Prezentuje również belgijski komiks w Polsce na Międzynarodowym Festiwalu Komiksu i Gier w Łodzi, gdzie również zaprasza belgijskich twórców i ludzi związanych ze światem komiksu: Jean Auqier, Willem De Graeve, Yves Swolfs, Yves Sente, Jul' Maroh, Max de Radiguès, Sacha George, Marvano, Daniel Henrotin, Stephen Desberg. W 2013 utworzył Łódzkie Centrum Komiksu (oddział Domu Literatury w Łodzi) – pierwszą placówkę w Polsce poświęconą komiksowi. Przewodniczy Stowarzyszeniu Europejskich Festiwali Komiksu, zrzeszającemu największe festiwale komiksu w Europie. W 2014 próbował przywrócić Paradę Wolności przy pomocy Budżetu Obywatelskiego.
3 kwietnia 2014 na wniosek Didiera Reyndersa został uhonorowany kawalerskim orderem Leopolda II za działania na rzecz promocji belgijskich dzieł kultury w naszym kraju i vice versa.
W 2023 został odznaczony medalem 600-lecia Łodzi.